# Návratka
Návratka je potvrzení, že adresát dostal zásilku, nebo něco jiného. Používá se jak v oblasti poštovních služeb, tak i v jiných oblastech. Návratka je někdy zaměňována za přihlášku. Existuje buď v papírové, nebo elektronické podobě.